# Cerkiew św. Marii Magdaleny w Grajewie
Cerkiew św. Marii Magdaleny – nieistniejąca dziś cerkiew prawosławna w Grajewie, z 1878. 

## Historia
Cerkiew została wzniesiona z myślą o stacjonujących w Grajewie żołnierzach carskich straży granicznej oraz ich rodzin. Budowa obiektu rozpoczęła się w listopadzie 1876, poświęcenie cerkwi miało miejsce w dwa lata później. Koszt prac budowlanych wyniósł 41 tys. rubli, z czego połowę pokryli ofiarodawcy, połowę zaś państwo. Około 1890 członek komory celnej w Grajewie Aleksander Paul opłacił ogrodzenie cerkwi płotem oraz wykonanie nowej bramy wejściowej. W trzy lata później cerkiew była remontowana. W 1915 jej ostatni proboszcz wyjechał z Grajewa, od tej pory obiekt nie miał formalnie gospodarza. 
Po 1918, kiedy większość prawosławnych opuściła Grajewo, świątynia została zaadaptowana na katolicką kapliczkę Serca Pana Jezusa należącą do grajewskiego gimnazjum im. Mikołaja Kopernika, co jednak nie zapobiegło jej stopniowemu niszczeniu. W 1933, w ramach akcji rewindykacji cerkwi prawosławnych, została ostatecznie rozebrana. W Grajewie od 1892 znajdował się również niewielki cmentarz prawosławny, zaniedbany i niemal nieużytkowany po 1918. 
W 2006 parafia prawosławna w Ełku zażądała zwrotu gruntów w Grajewie związanych w przeszłości z prawosławnymi, w tym obszaru cmentarza i miejsca po cerkwi.

## Architektura
Autorem projektu murowanej cerkwi był architekt Trusow; analogiczny projekt został wykorzystany przy budowie świątyni w Aleksandrowie Kujawskim, Mławie, Słupcy i Granicy. Obiekt posiadał jedną kopułę wspartą na ośmiobocznym bębnie oraz dzwonnicę położoną nad wejściem do cerkwi. Świątynia była malowniczo położona nad stawem, w miejscu zwanym „ogrodem Kościuszki”.